# 邵德容
邵悳容（？—？），字原廣，號白竹，浙江紹興府餘姚縣人，民籍，明朝政治人物。

## 生平
正德二年（1507年）丁卯科浙江鄉試舉人，九年（1514年）甲戌科三甲第一百五十二名進士。授廬陵縣知縣，升刑部主事。

## 家族
祖父邵珉，訓導；父邵文達，封刑部主事、贈工部郎中。母朱氏，封宜人。弟邵悳久，嘉靖十三年舉人，官至邵武府知府。侄邵陛，隆慶二年進士，官至刑部左侍郎。